# Citropsis noldeae
Citropsis noldeae är en vinruteväxtart som beskrevs av Exell & Mendonca. Citropsis noldeae ingår i släktet Citropsis och familjen vinruteväxter. Inga underarter finns listade i Catalogue of Life.